# Els Verds-Grup Verd Europeu
Els Verds-Grup Verd Europeu (Los Verdes-Grupo Verde Europeo) fue una coalición electoral española formada por los partidos ecologistas Els Verds - Alternativa Ecologista, Els Verds-Opció Verda y Los Verdes-Grupo Verde de cara a las elecciones al Parlamento de Cataluña de 2010. Su cabeza de lista fue Josep Lluis Freijo.
Finalmente la coalición obtuvo 15.784 votos (0,50%) y ningún escaño.
- Datos: Q5806489